# Henry Fierz
Henry Fierz (Herrliberg, 11 novembre 1897 – Buochs, 31 agosto 1972) è stato un ingegnere aeronautico svizzero che, dopo aver lavorato come ingegnere aeronautico negli Stati Uniti d'America, rientrò in Svizzera dove lavorò per la Alfred Comte, Schweizerische Flugzeugfabrik.

## Biografia
Nacque a Herrliberg l'11 novembre 1897, figlio di Heinrich, sindaco del paese, e di Aline Bickel. Studiò all'istituto tecnico di Winterthur e in seguito lavorò per cinque anni negli Stati Uniti d'America come ingegnere, prestando servizio presso le ditte Douglas Aircraft Company, Curtiss Aeroplane and Motor Company e Packard. Rientrato in Svizzera, nel 1925 fu nominato capo presso la fabbrica aeronautica Alfred Comte, Schweizerische Flugzeugfabrik di Oberrieden, dove rimase fino al 1933. L'anno successivo assunse l'incarico di direttore tecnico presso la compagnia aerea Swissair, rimanendovi fino al 1940, quando divenne capo progettista presso la fabbrica aeronautica Pilatus di Stans. Durante la permanenza presso la ditta, di cui divenne direttore tecnico nel 1946, progettò con successo parecchi aerei scuola e da addestramento. Nel 1959 realizzò il Pilatus PC-6 Porter, un aereo da trasporto polivalente STOL che fu anche il primo aereo svizzero prodotto in grande serie, oltre 600 esemplari, e costruito su licenza anche all'estero negli Stati Uniti.  Si spense a Buochs il 31 agosto 1972.

## Progetti
- Comte AC-1, aereo da caccia.
- Comte AC-8, aereo da trasporto.
- Pilatus P-1, velivolo da addestramento.
- Pilatus P-2,  velivolo da addestramento.
- Pilatus P-3, velivolo da addestramento.
- Pilatus P-4, aereo da turismo.
- Pilatus P-5, progetto per un aereo per l'osservazione del tiro dell'artiglieria.
- Pilatus PC-6, aereo da trasporto con capacità STOL.

### Fonti
1. 1 2 3 4 5 6 7  Dizionario Storico della Svizzera.